# Weißgegürtelte Rosenblattwespe

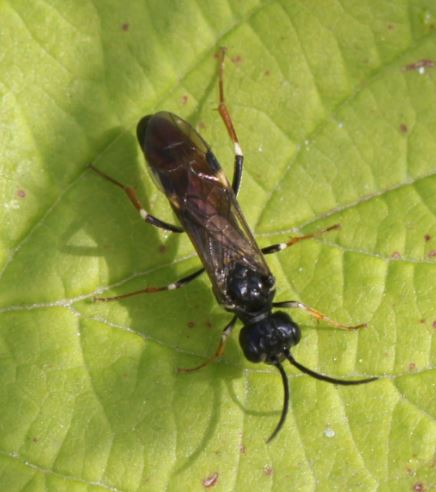
Dorsalansicht

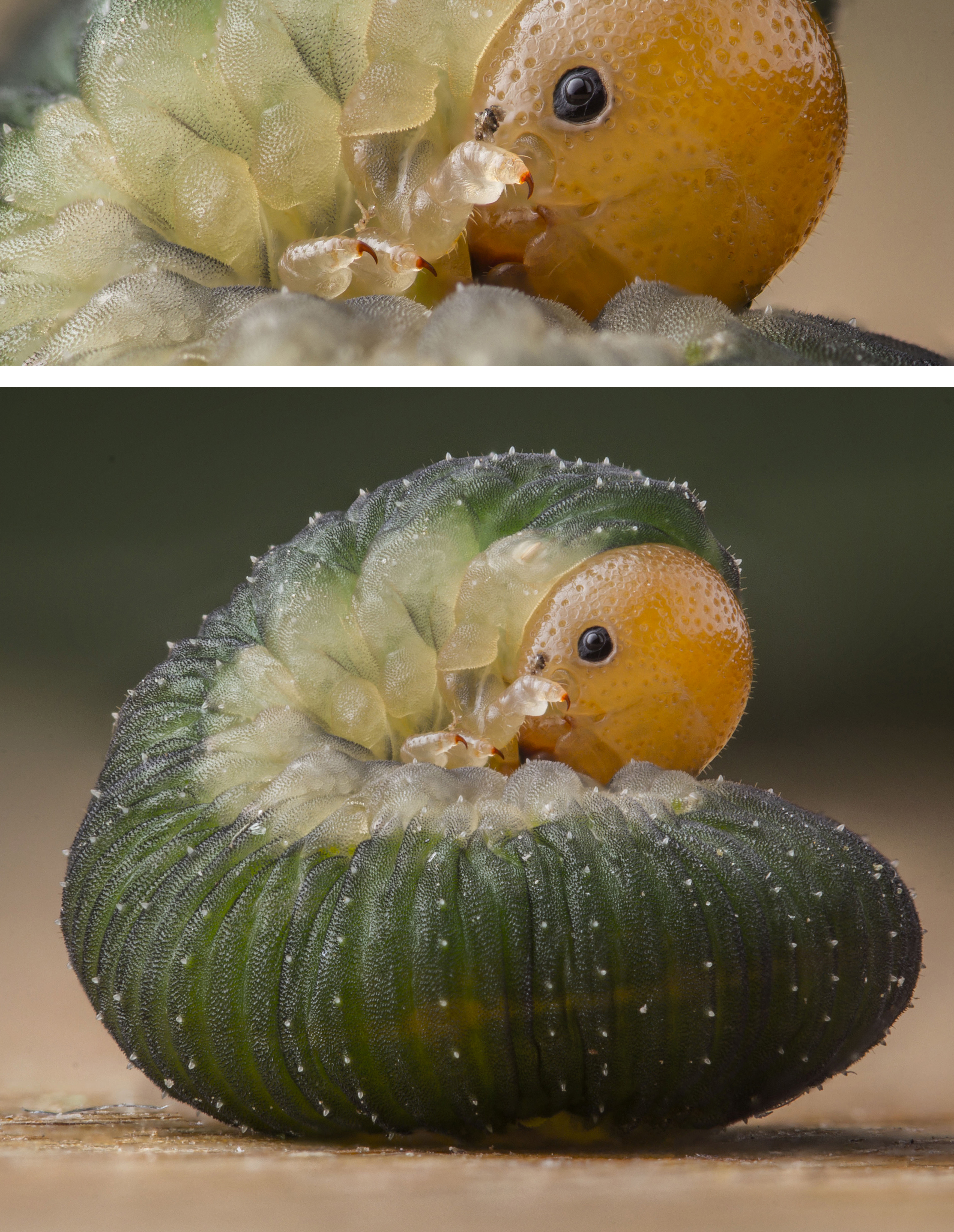
Larve

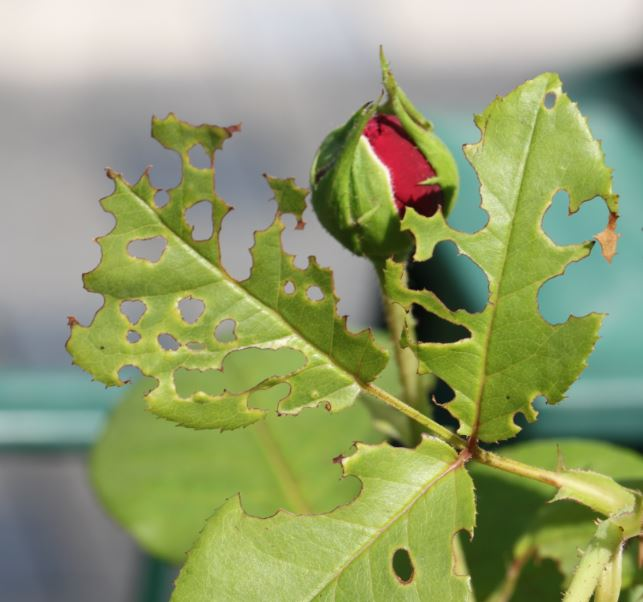
Schadbild an Rosen

Die Weißgegürtelte Rosenblattwespe (Allantus cinctus, Syn.: Emphytus cinctus) ist eine Pflanzenwespe aus der Familie der Echten Blattwespen (Tenthredinidae).

## Merkmale
Die Blattwespen erreichen eine Länge von 6,4–6,7 mm (Männchen) bzw. 8,0–8,5 mm (Weibchen). Sie besitzen einen schwarzen Kopf und Thorax. Der Abdomen ist ebenfalls schwarz. Das Weibchen besitzt am fünften Hinterleibssegment ein breites blass-weißes Band. Die Femora sind schwarz. Tibien und Tarsen sind rötlich. Das basale Ende der Tibien ist weiß gefärbt. Die transparenten Flügel sind dunkelgeadert. Das Pterostigma ist im basalen Drittel creme-farben, ansonsten schwarz.
Die Larven erreichen im letzten Stadium eine Länge von 13–21 mm. Sie sind oberseits grünlich-grau gefärbt, unterseits sind sie heller. In Querrichtung verlaufen über den Hinterleib der Larven zahlreiche Reihen aus weißen Dörnchen. Der Kopf ist orangefarben.

## Verbreitung
Die Art stammt aus der Paläarktis (Eurasien) und wurde in Nordamerika vermutlich eingeschleppt. Ihr Verbreitungsgebiet erstreckt sich dort an der Ostküste von Neufundland bis nach Virginia, im Mittelwesten von Ontario bis Illinois sowie an der Westküste von British Columbia bis nach Washington. In Europa ist die Art weit verbreitet.

## Lebensweise
Die Art bildet pro Jahr zwei Generationen aus. Sie überwintert als Larve. Im Frühjahr verpuppen sich die Larven. Ab Mai sind die adulten Pflanzenwespen zu beobachten, ab Juli die der zweiten Generation. Die Larven fressen hauptsächlich an Blättern von Rosen. Man findet sie aber auch an Him- und Erdbeeren. Die frühen Larvenstadien skelettieren die Blätter, während die älteren Larven die Blätter vom Rand her zu den Adern hin fressen.